# Ciałko biegunowe
Ciałko biegunowe – mała komórka składająca się z niewielkiej ilości cytoplazmy oraz jądra komórkowego. Powstaje w wyniku nierównego podziału głównego oocytu (pierwsze ciałko biegunowe) oraz, jeśli ma miejsce zapłodnienie, podrzędnego oocytu (drugie ciałko biegunowe). Może znajdować się po jednej lub po obydwóch stronach oocytu.
Komórka odkryta na początku XX w. Jest opisywana jako niefunkcjonalna komórka jajowa, ponieważ (z rzadkimi wyjątkami) nie może zostać zapłodniona. Może natomiast nastąpić jego połączenie z nasieniem, co powoduje zaniknięcie ciałka.